# Bankrottmeile

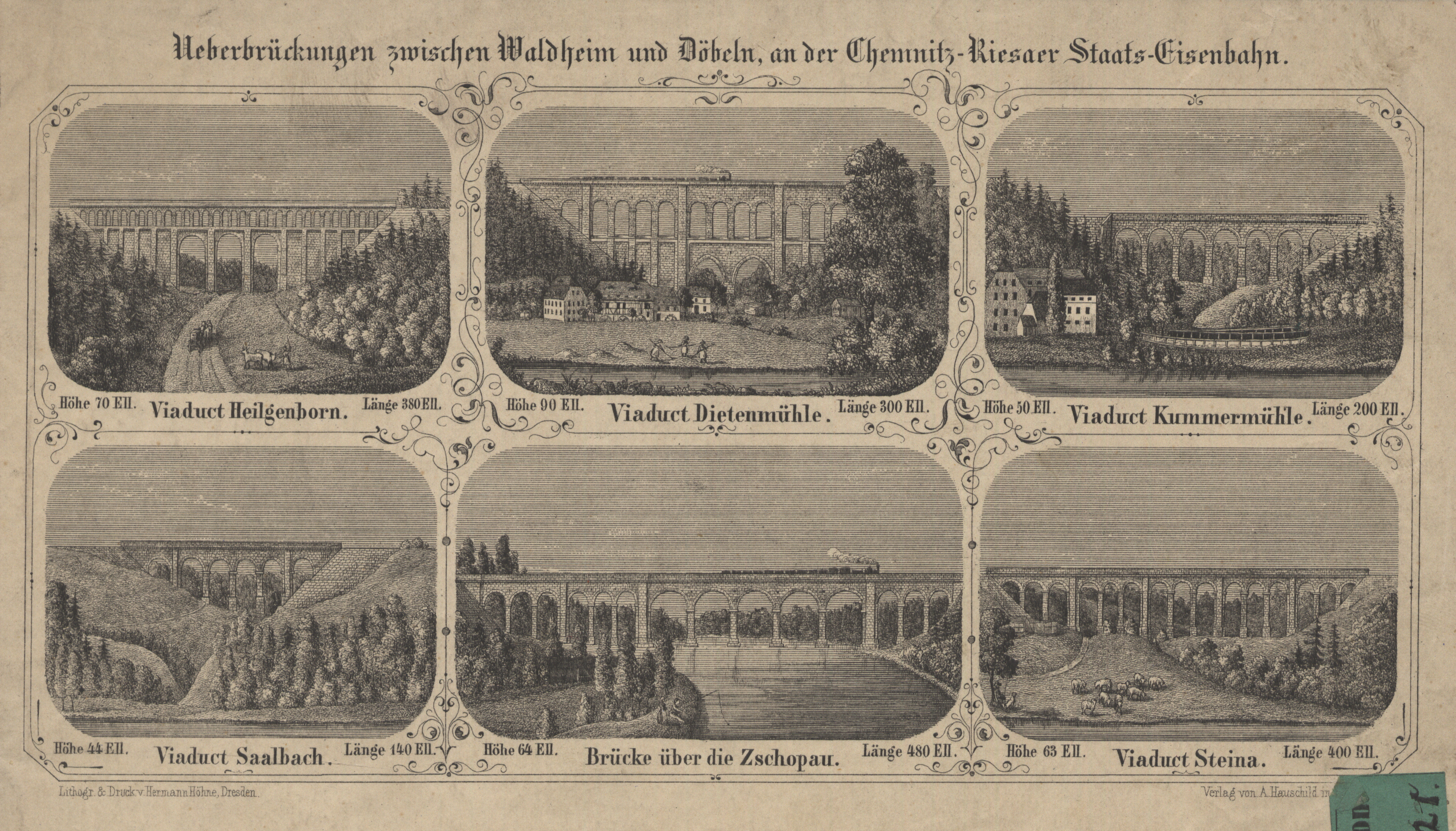
Die Bankrottmeile in einer zeitgenössischen Darstellung (1850)

Als Bankrottmeile bezeichnet der Volksmund den Abschnitt Limmritz–Waldheim der Bahnstrecke Riesa–Chemnitz. Die hohen Baukosten für die dortigen Brücken waren im Jahr 1848 ursächlich für die Zahlungsunfähigkeit und die nachfolgende Verstaatlichung der Chemnitz-Riesaer Eisenbahn-Gesellschaft. 

## Geschichte
Die Baukosten der sechs Viadukte, Stützmauern und Erdarbeiten auf einer Strecke von weniger als 7,5 km, also einer (sächsischen oder geographischen) Meile, im Zschopautal brachten die private Eisenbahngesellschaft in Finanznot. Schon 1845 gab es aufgrund ausbleibender Lohnzahlungen erste Streiks unter den Arbeitern, die Revolution von 1848 erschwerte den Weiterbau zusätzlich. Ohne einen durchgängigen Betrieb nach Chemnitz war allerdings kein profitabler Bahnbetrieb möglich. Als eine Finanzierung über neue Anleihen scheiterte, bot sich die Chemnitz-Riesaer Eisenbahn-Gesellschaft am 29. Mai 1848 dem Staat zum Kauf an. Am 31. Dezember 1850 ging die Gesellschaft an den Staat über. Am 1. September 1852 wurde die Gesamtstrecke als Teil der Niedererzgebirgischen Staatseisenbahn eröffnet.

## Kunstbauten

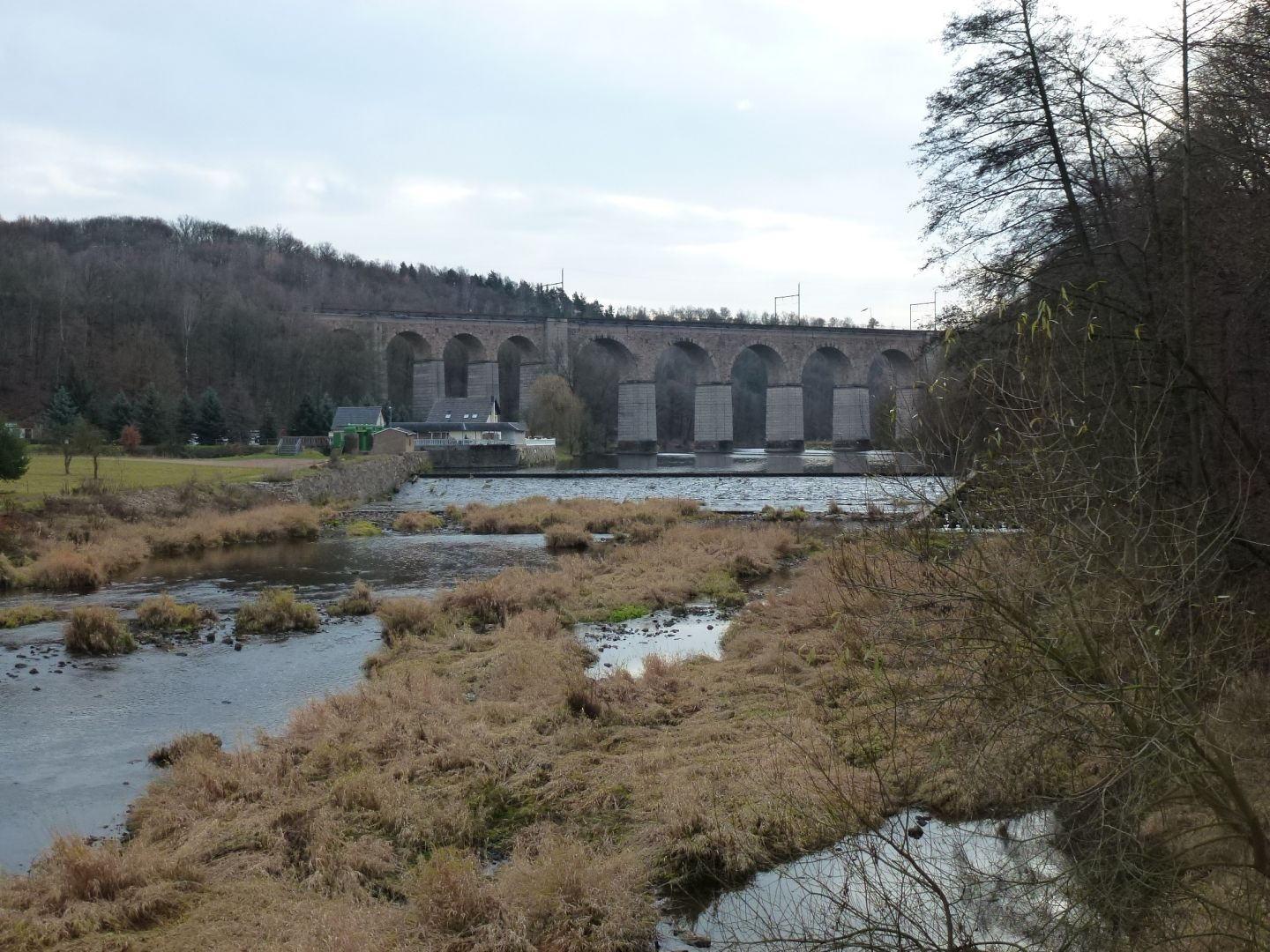
Viadukt Limmritz
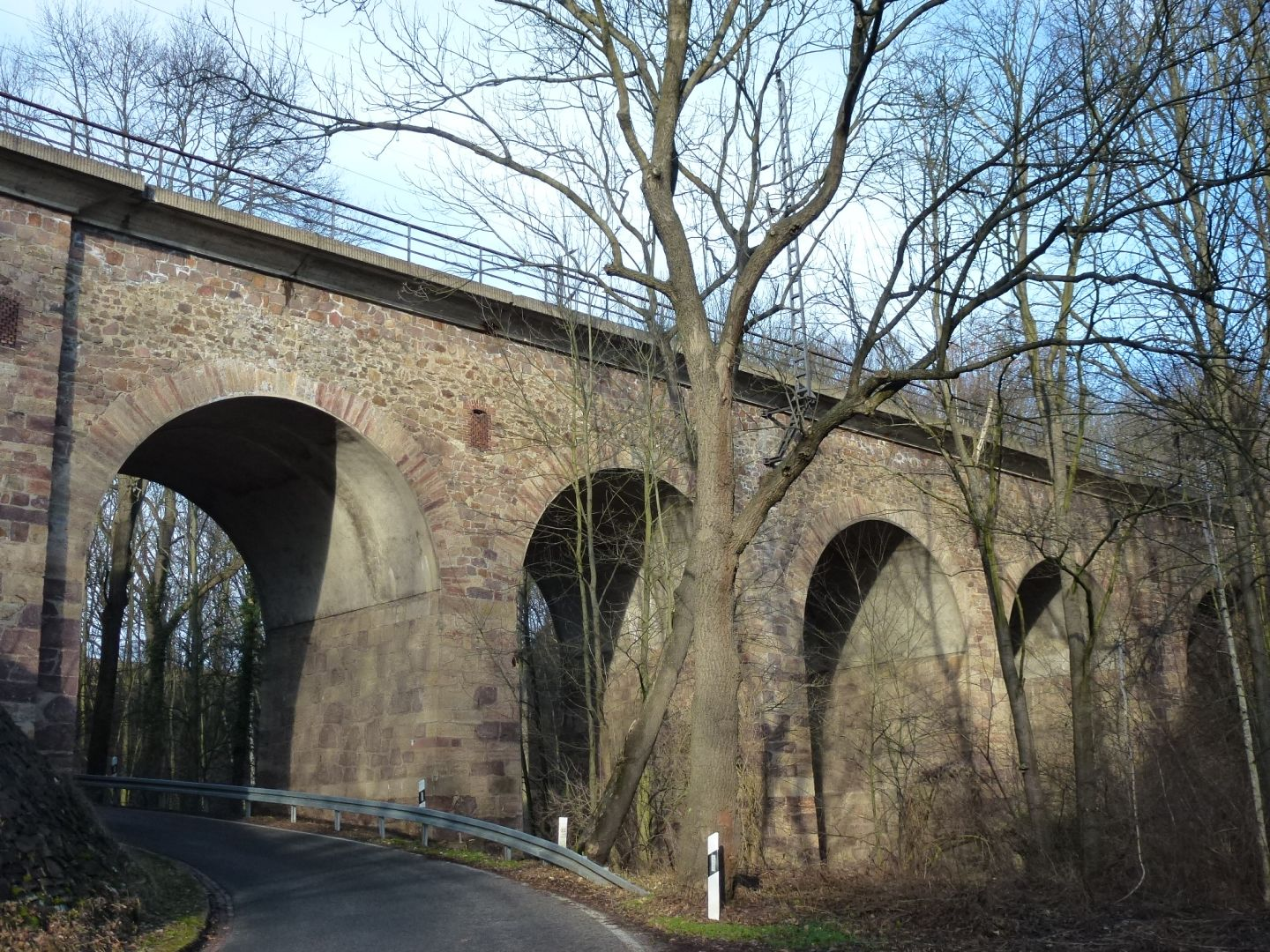
Viadukt Saalbach
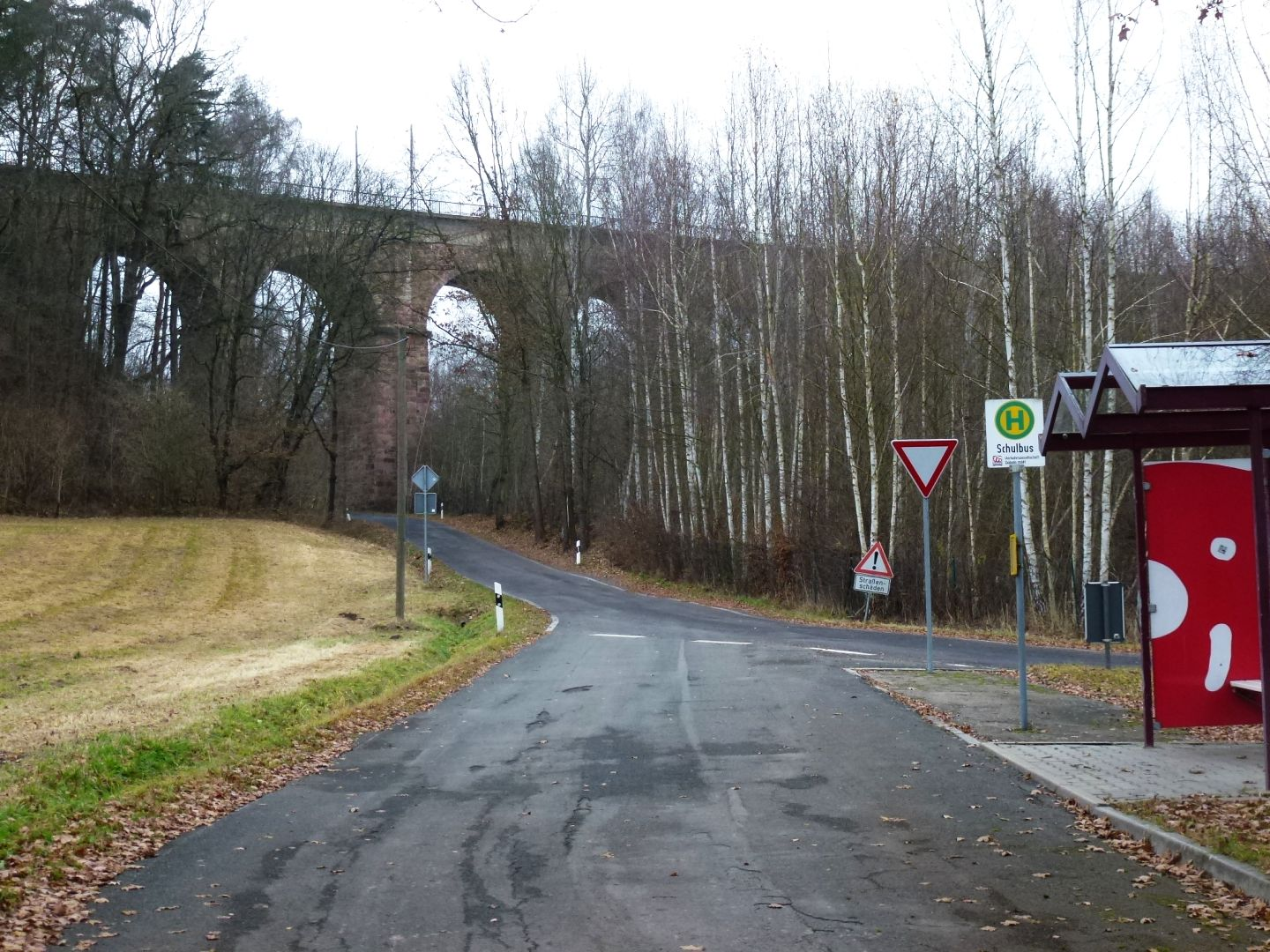
Viadukt Steina
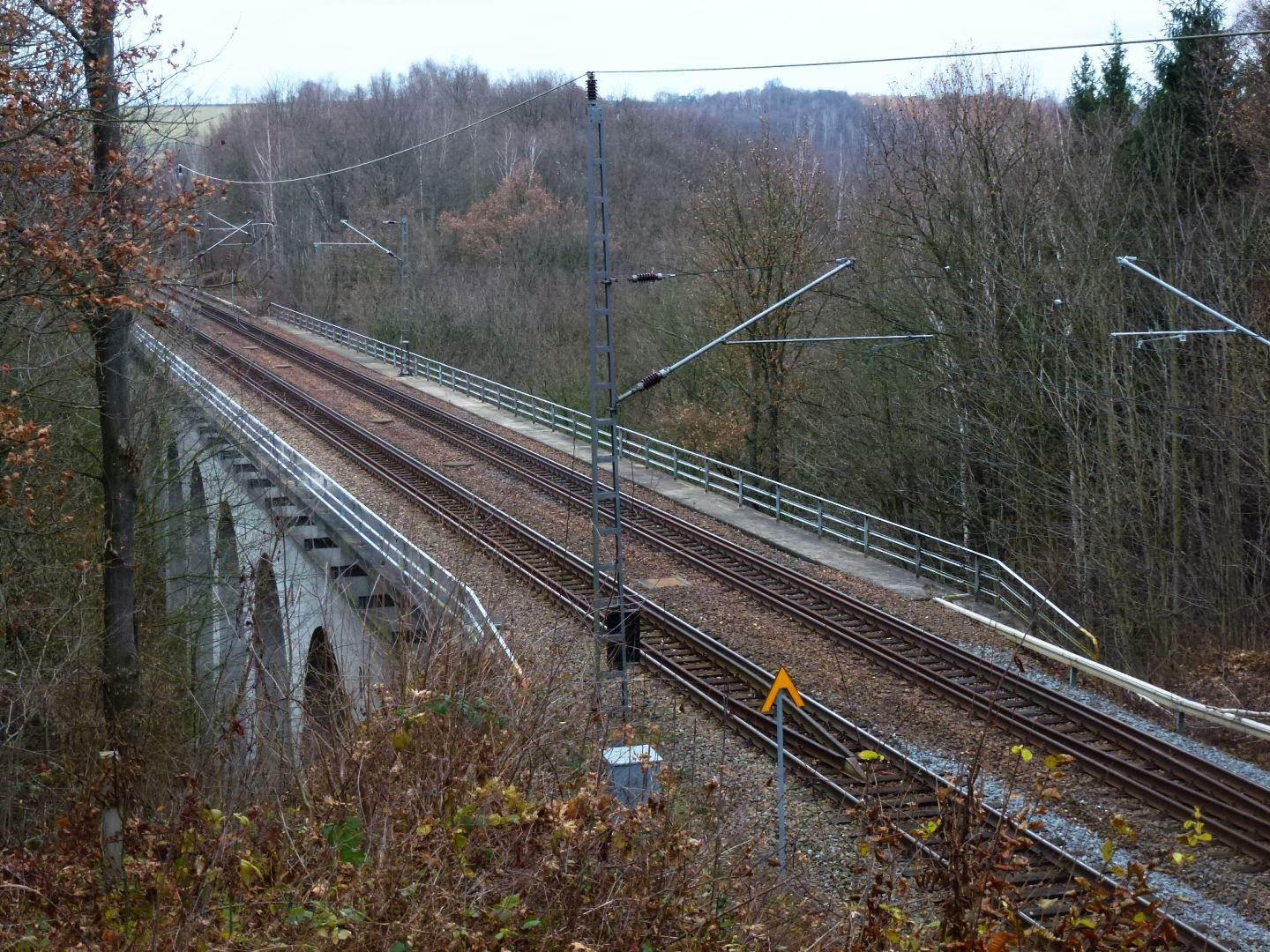
Viadukt Kummersmühle
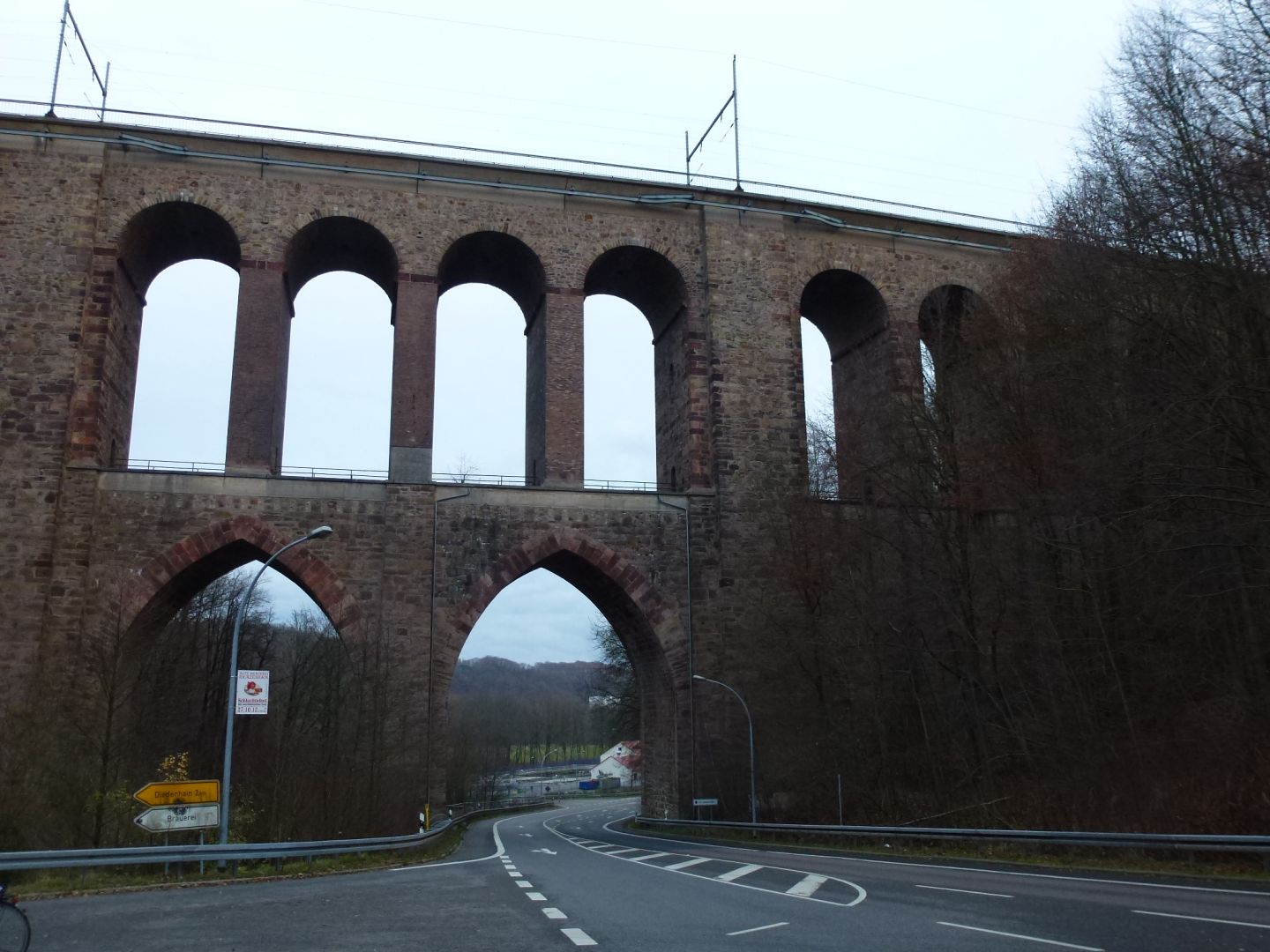
Viadukt Diedenmühle
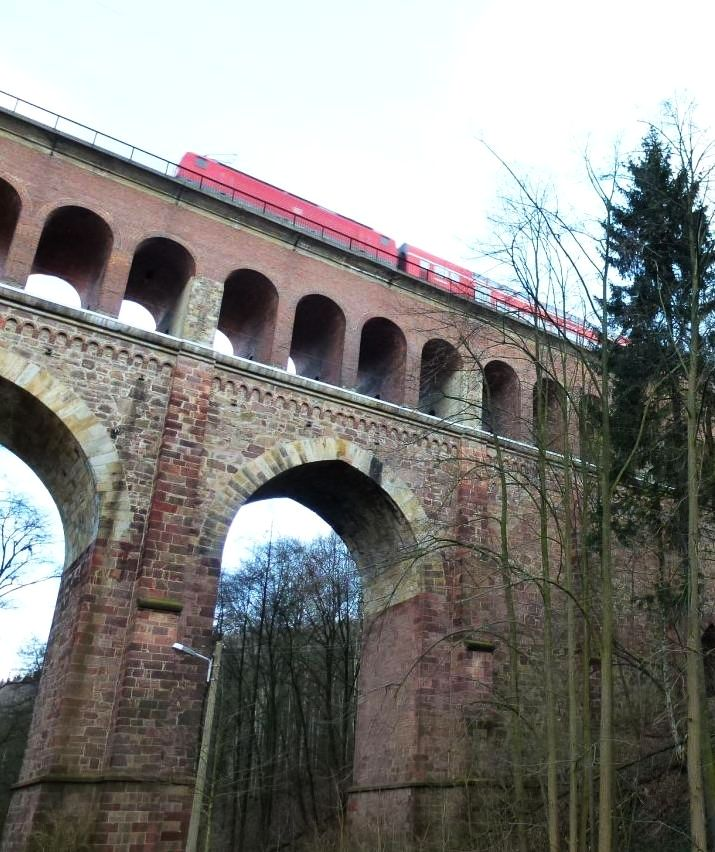
Viadukt Heiligenborn

| Name                                          | Bahn-km | Länge | Höhe |
| --------------------------------------------- | ------- | ----- | ---- |
| Viadukt Limmritz (Limmritzer Viadukt)         | 29,981  | 270 m | 37 m |
| Viadukt Saalbach (Saalbacher Viadukt)         | 31,459  | 75 m  | 26 m |
| Viadukt Steina (Steinaer Viadukt)             | 31,811  | 225 m | 37 m |
| Viadukt Kummersmühle                          | 32,362  | 105 m | 29 m |
| Viadukt Diedenmühle (Diedenhainer Viadukt)    | 34,271  | 210 m | 51 m |
| Viadukt Heiligenborn (Heiligenborner Viadukt) | 36,055  | 170 m | 31 m |

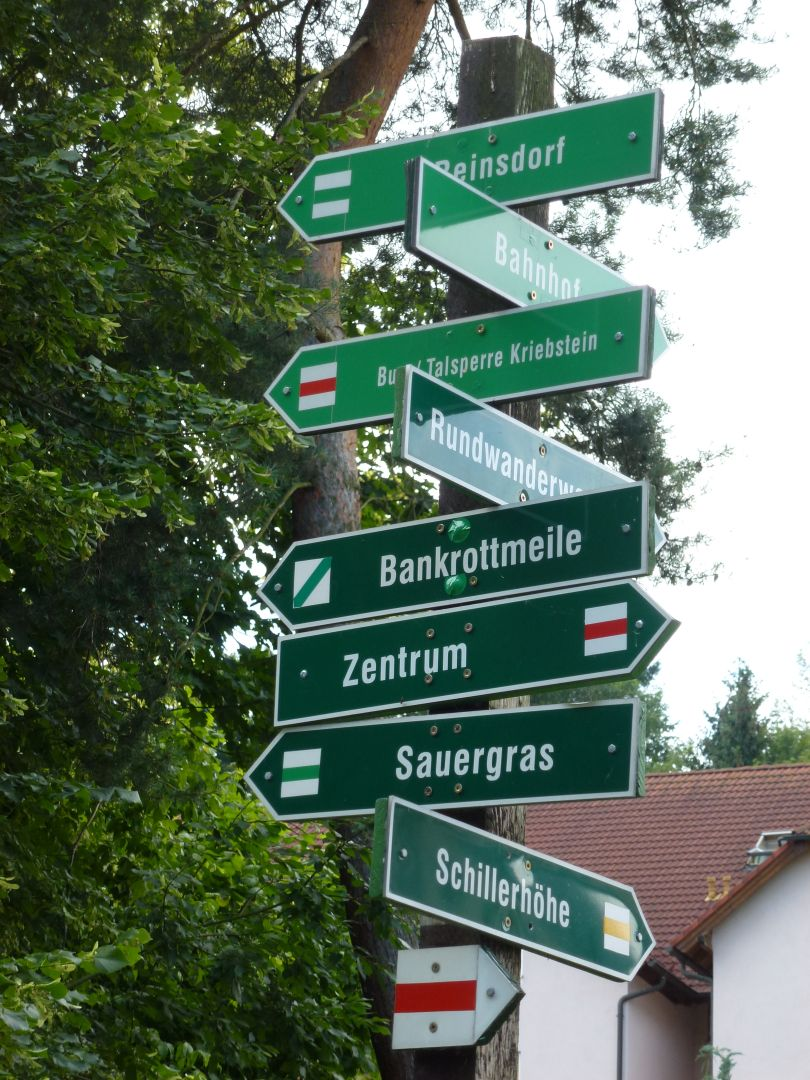
Wegweiser in Waldheim

Das Limmritzer Viadukt führt über die Zschopau, die weiteren Viadukte überqueren Seitentäler der Zschopau.
Bei Waldheim wurde die größte Trockenstützmauer einer Eisenbahnstrecke in Europa errichtet, sie ist 370 m lang, 35 m hoch und bis zu 15 m stark.

## Touristische Erschließung
Die Bankrottmeile hat heute mit ihren über 150 Jahre alten, noch weitgehend original erhaltenen Großbrücken auch touristische Bedeutung. Zwischen Limmritz und Waldheim ist der neun Kilometer lange Wanderweg „Bankrottmeile“ ausgewiesen. 